# Flugsnapparen 2

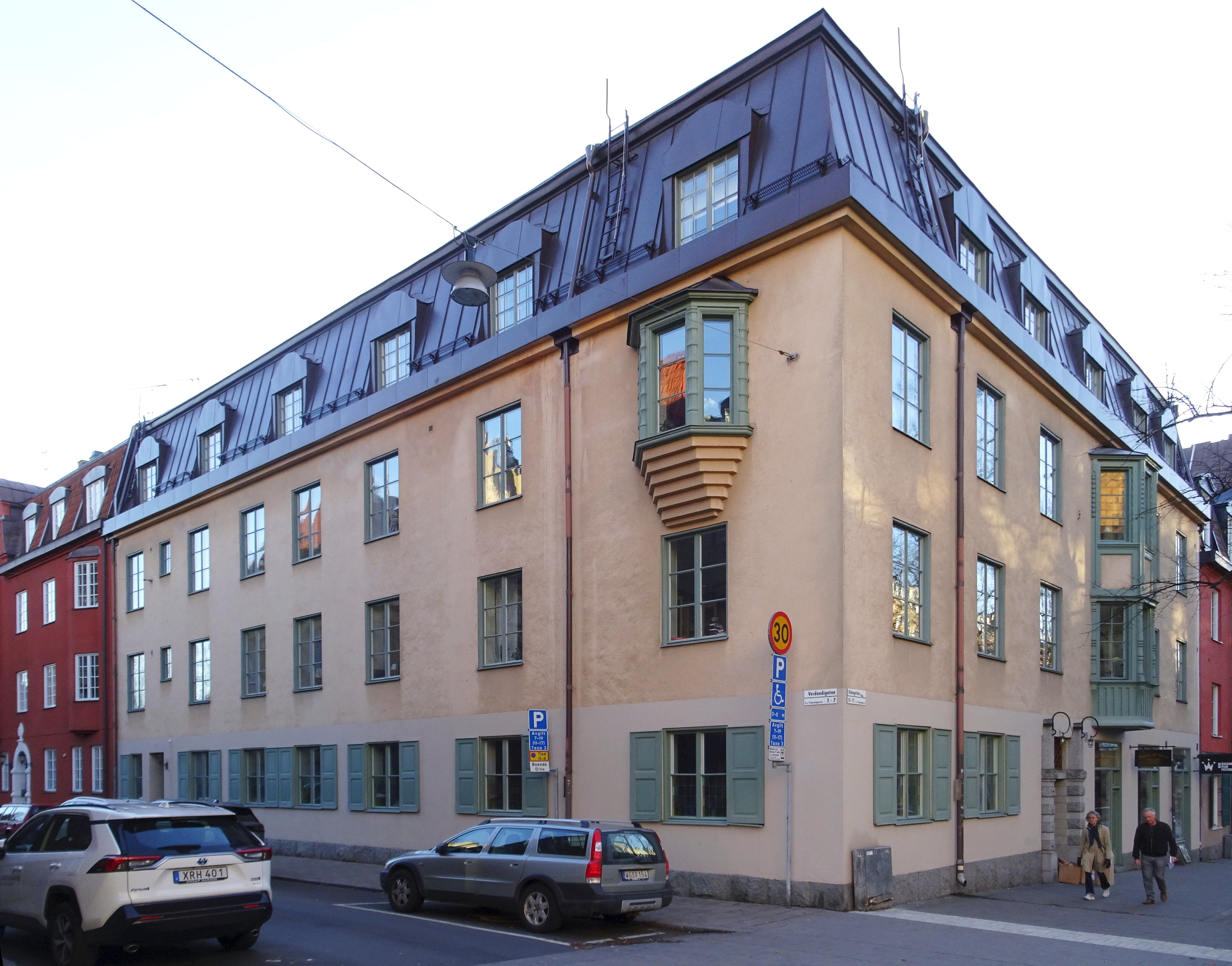
Flugsnapparen 2, Odengatan 15 / Verdandigatan 7, 2022.

Flugsnapparen 2 är en kulturhistoriskt värdefull bostadsfastighet i kvarteret Flugsnapparen belägen vid hörnet Odengatan 15 / Verdandigatan 7 i Lärkstaden på Östermalm i Stockholm. Byggnaden uppfördes 1915–1917 efter ritningar av arkitekt Eric Svanberg. Fastigheten är grönmärkt av Stadsmuseet i Stockholm, det innebär "särskilt värdefull från historisk, kulturhistorisk, miljömässig eller konstnärlig synpunkt". Flugsnapparen 2 ingår i ett område av Riksintresse för kulturmiljövården.

## Historik

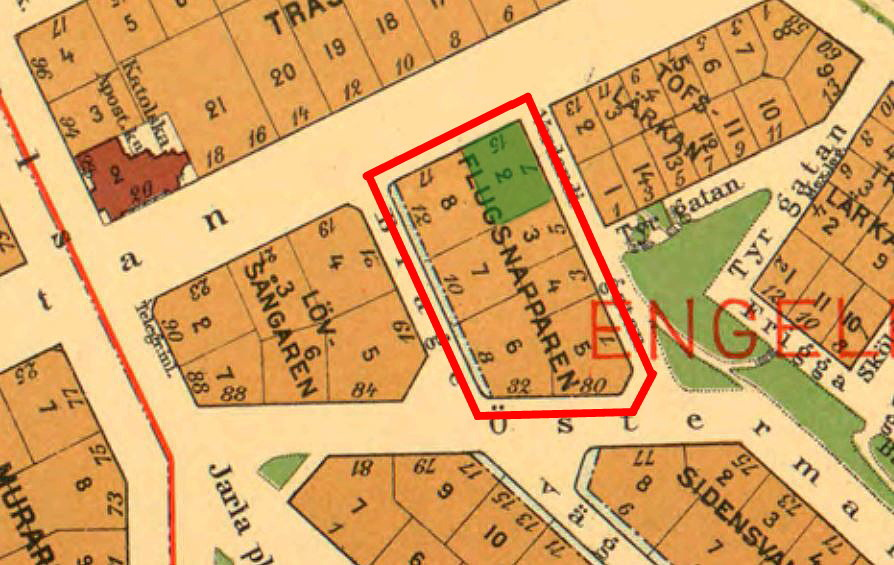
Kvarteret Flugsnapparen 1930 med Flugsnapparen 2 (grön marketing).

Kvarteret Flugsnapparen och anslutande kvarter i söder och väster bildares 1908 i samband med en stadsplan för Eriksbergsområdet med omgivning som upprättats av stadsingenjören Gustaf von Segebaden och som i sin tur byggde på ett stadsplaneförslag ritat 1902 av stadsplanearkitekten Per Olof Hallman.
Kvarteren Flugsnapparen, Sidensvansen och del av Skatan berördes av en ändring i stadsplanen från 1913 som innebar att de planerade husen i Engelbrektskyrkans omgivning skulle sänkas i höjd och delvis uppföras som fristående byggnadskroppar.
Fasad- och takmaterial i området anpassades, efter viss styrning från byggnadsnämnden, helt till kyrkobyggnaden. Undantag blev tre byggnader (Flugsnapparen 2, 3 och 8) i kvarteret Flugsnapparen som låg intill Odengatan respektive Verdandigatan vilka fick putsade fasader medan alla övriga uppfördes med fasader av rött tegel.
Fastigheten Flugsnapparen 2 hade en areal om 634,8 kvadratmeter och såldes 1915 av Stockholms stad med äganderätt till byggmästaren F.G. Karlberg. Huset uppfördes dock inte av honom utan av arkitekten Svanberg som ibland även fungerade som byggmästare. Ursprungsritningarna (planer) är också undertecknade av arkitekt G.R. Lindström. Enligt Stockholms adresskalender sålde Svanberg sin fastighet redan 1917, samma år som huset färdigställts. Därefter byttes ägare i snabb takt. 
Idag (2022) innehas fastighetens 12 bostäder av bostadsrättsföreningen Flugsnapparen 2 som bildades 1986. Lägenheterna har storlekar mellan 40 och 223 m². I mars 2022 såldes en lägenhet om sex rum och kök (motsvarande 177 m²) för 26,5 miljoner kronor.

## Byggnadsbeskrivning

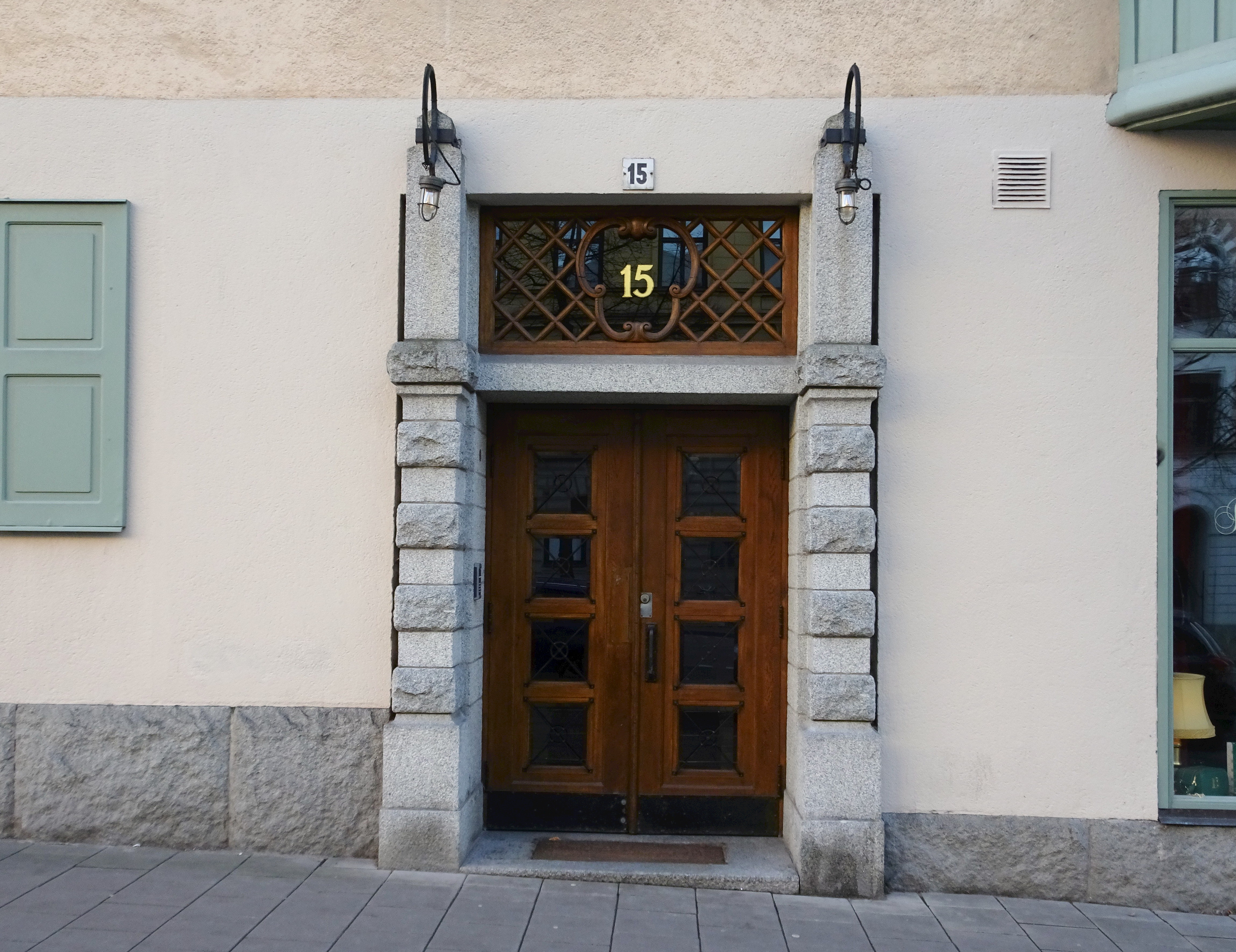
Entré Odengatan 15.

Hyreshuset på Flugsnapparen 2 uppfördes i tre våningar och inredd vind samt källare under en del av byggnaden. Fasaderna putsades och smyckades av två burspråk i olika storlekar. Bottenvåningens fönster försågs med fönsterluckor vilka fortfarande pryder huset. Yttertaket täcktes av målat bandplåt. 
Huvudentrén (Odengatan 15, ursprungligen 11) inramas av en granitportal och har ett rektangulärt, glasat överljus. Innanför ligger ett vitt marmorgolv med grå bård. Väggarna i entréhallen är fältindelade och marmoreringsmålade till drygt två meter över golvet, däröver och i taket finns dekorationsmålningar av slingor i grått och blått samt ett ovalt fält med fyra förgyllda blommor.
Den ursprungliga planlösningen var enligt 1915 års ritningar följande:
- Källarvåning – pannrum, kolrum, tvättstuga med mangel- och strykrum
- Bottenvåning – butiker mot Odengatan, portvaktslägenhet, lägenhet om fem rum och kök
- Våning 1 och 2 trappor – en lägenhet om sex rum och kök, en lägenhet om 7 rum och kök, både med jungfrukammare och rymlig hall

Den vid 1970-talets byggnadsinventering av Stadsmuseet besökta lägenheten bevarade ursprunglig inredning såsom halvfranska enkel- och skjutdörrar, rum med djup panelad fönstersmyg, putsad öppen spis med marmorhyllor samt öppen spis i marmor.

### Arkitektritningar från 1915

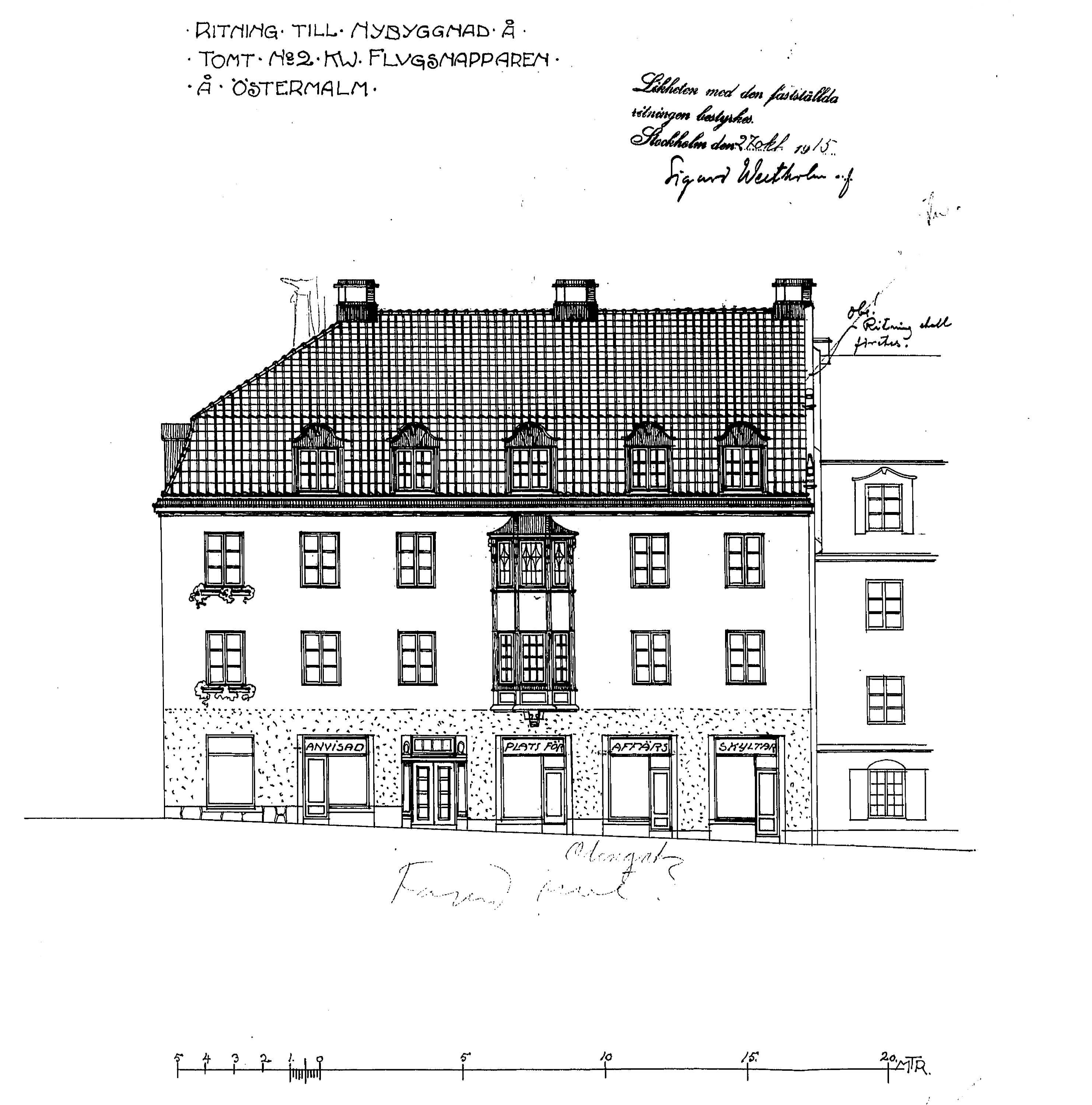
Fasad mot Odengatan.
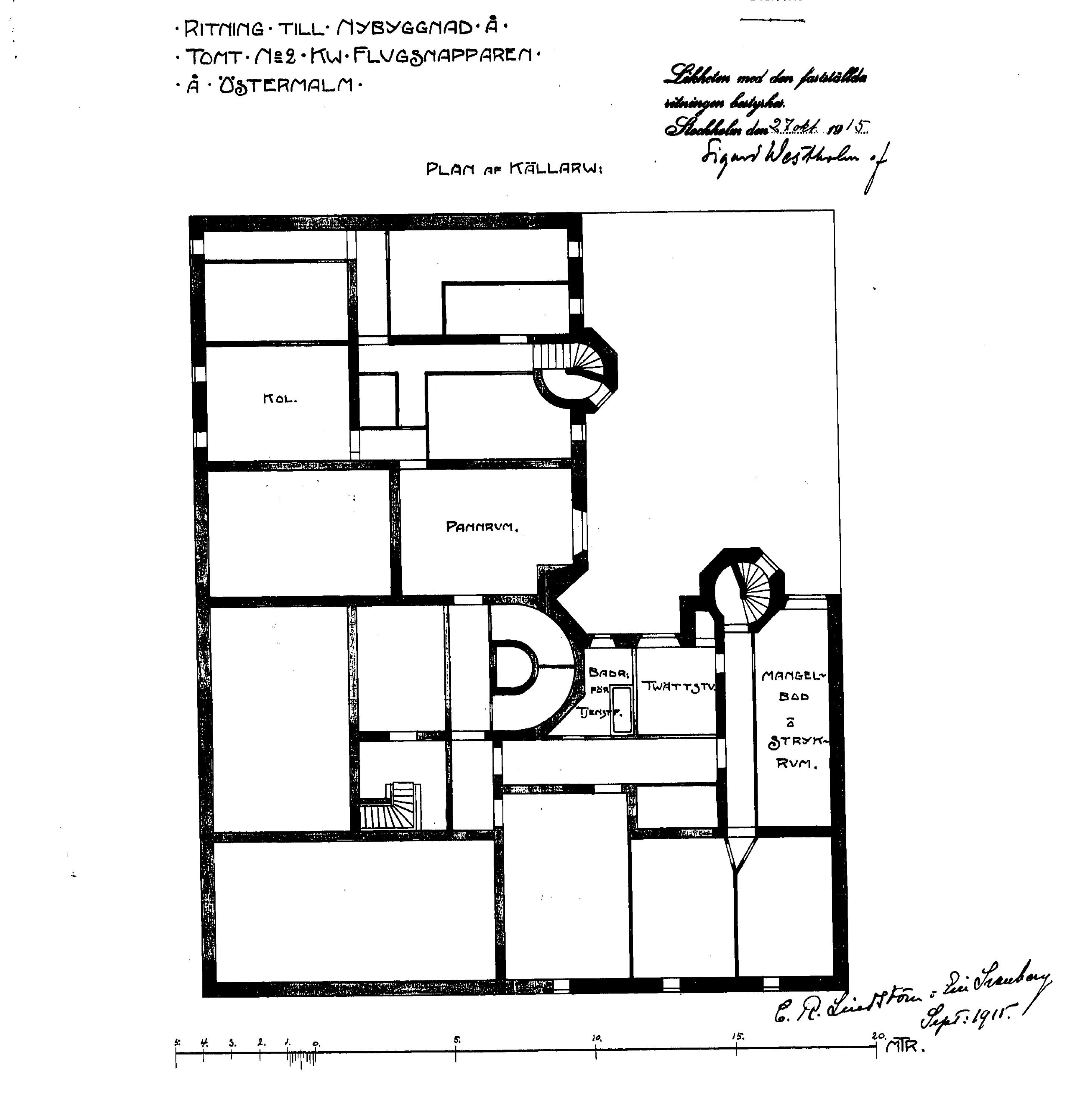
Källarvåning.
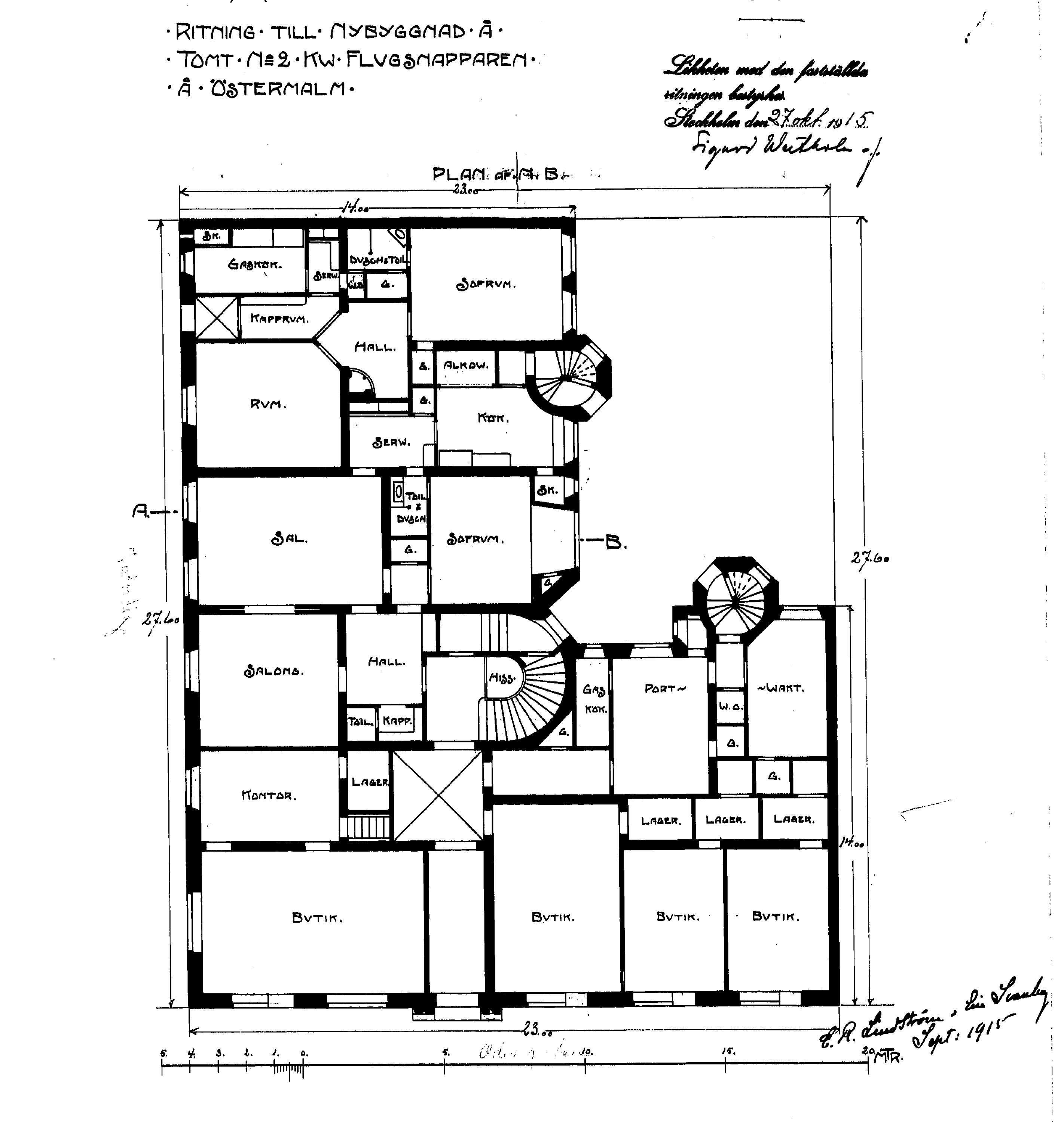
Bottenvåning.
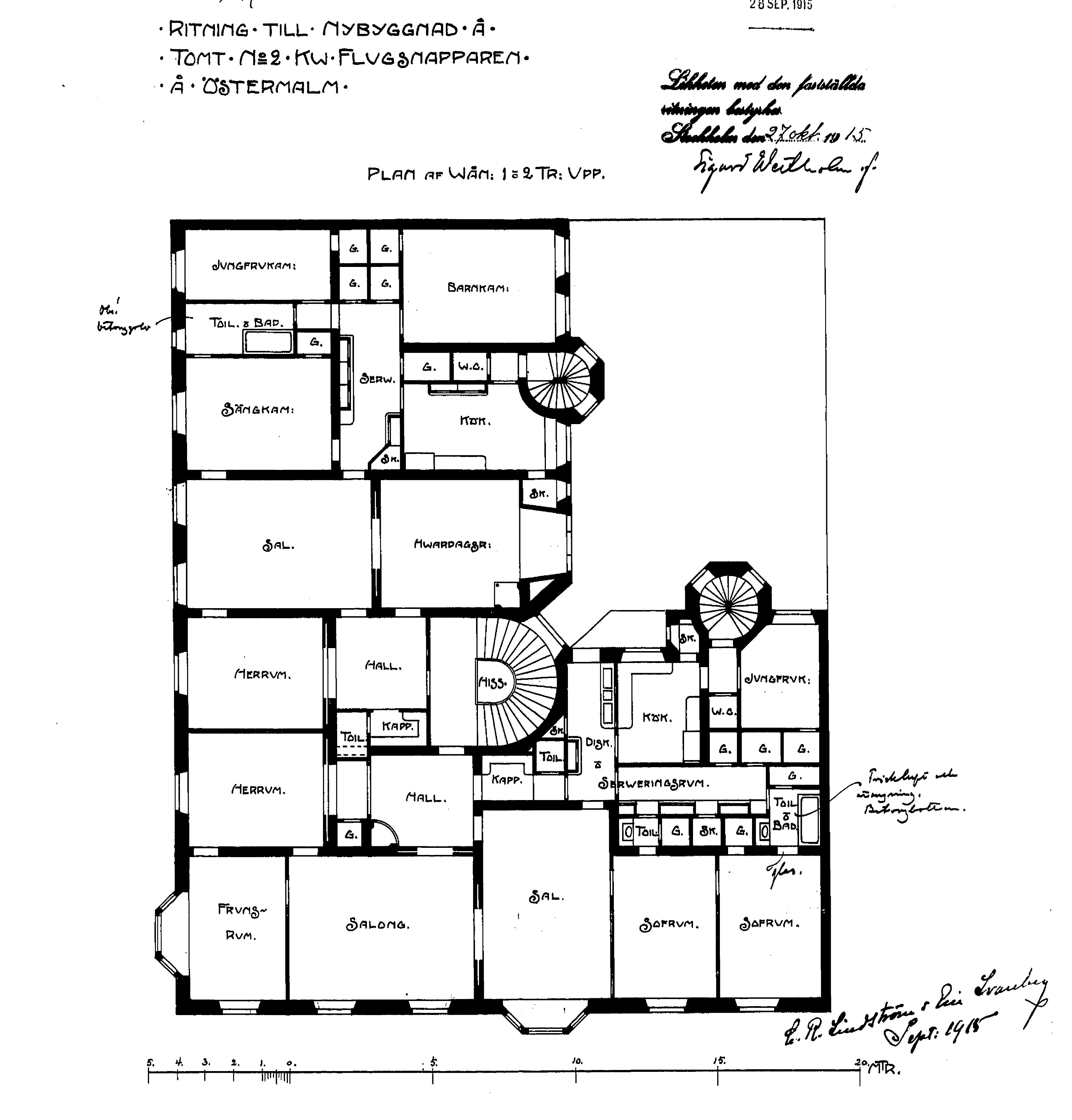
Flugsnapparen 2, vån 1 och 2 trappor.
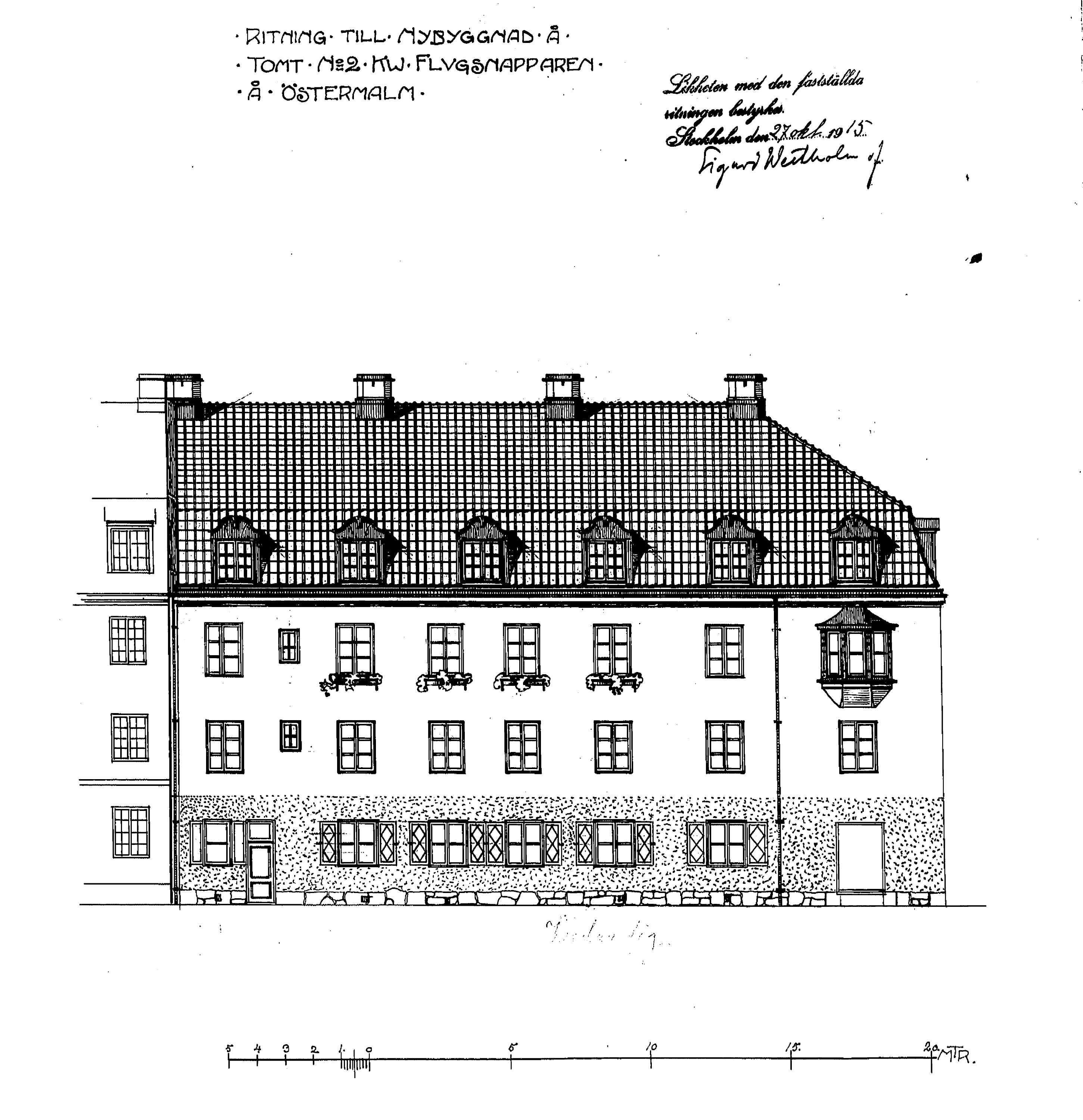
Fasad mot Verdandigatan.